# Бой на Хэмптонском рейде
Бой на Хэмптонском рейде (англ. The Battle of Hampton Roads) или Бой «Монитора» с «Мерримаком» — самое известное и знаменательное морское сражение Гражданской войны в США. В ходе битвы, длившейся с перерывами с 8 по 9 марта 1862 года, произошёл первый в истории бой броненосных кораблей, оказавший значительное влияние на развитие военно-морской науки и вооружений. События тех дней разворачивались на Хэмптонском рейде в месте слияния Элизабет-Ривер и реки Нансемонд с рекой Джеймс недалеко от места впадения последней в Чесапикский залив. Сражение было частью планов Конфедерации по прорыву морской блокады северян, отрезавшей от международной торговли крупные города южан Норфолк и Ричмонд.
Эскадра Конфедерации состояла из броненосца «Вирджиния» (построен из остова фрегата «Мерримак») и нескольких вспомогательных кораблей. В первый день битвы конфедератам противостояли несколько типичных деревянных кораблей северян, блокировавших выход в Чесапикский залив. В тот день «Вирджиния» отправила на дно два корабля и намеревалась потопить третий — фрегат «Миннесота» — однако последнему удалось выброситься на мелководье. Наступившая вскоре темнота вынудила конфедератов отойти для ремонта и лечения раненых, среди которых был и командир «Вирджинии» флаг-офицер Фрэнклин Бьюкенен.
На следующее утро новый капитан «Вирджинии» Кейтсби ап Роджер Джонс (англ. Catesby ap Roger Jones) повёл броненосец к севшей на мель «Миннесоте», однако там его уже ждал броненосец северян «Монитор», пришедший ночью для защиты фрегата. В ходе ожесточённого трёхчасового боя оба броненосца не смогли нанести друг другу фатальные повреждения. «Вирджиния» покинула место боя, направившись на базу для ремонта, «Монитор» же остался защищать неброненосный флот и продолжать блокаду.

## Блокада Норфолка

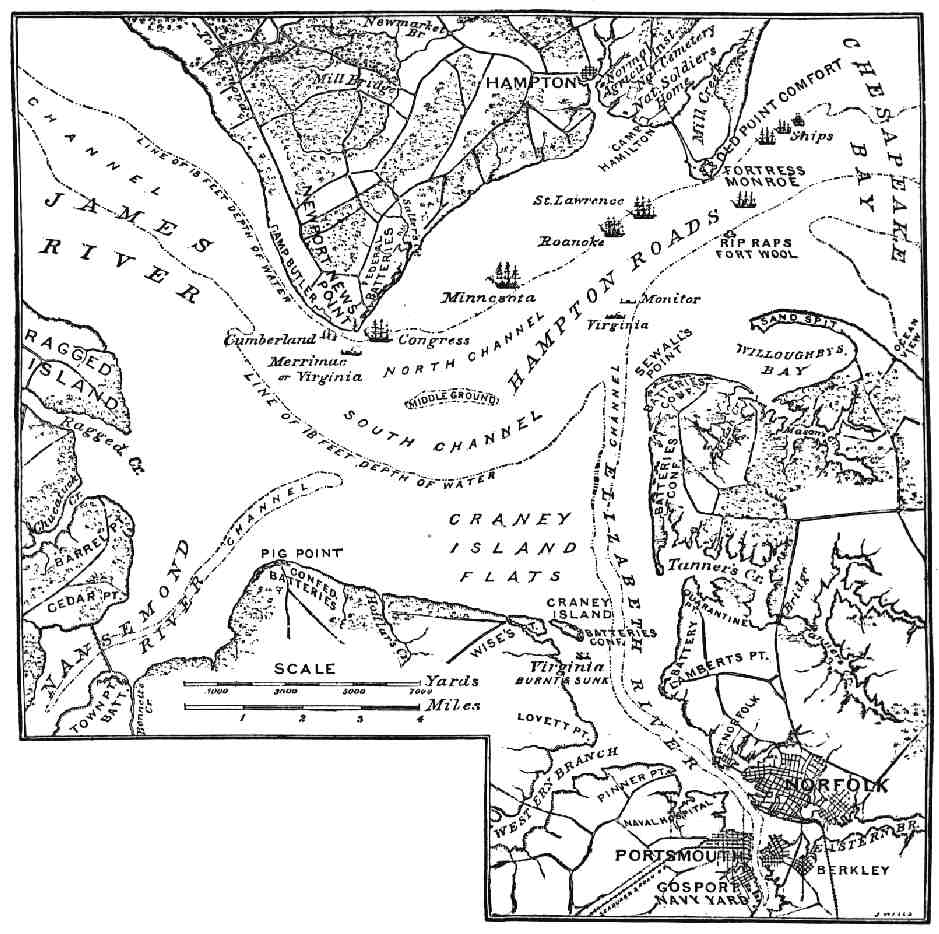
Карта местности

19 апреля 1861 года, вскоре после сражения за форт Самтер, президент Линкольн объявил о блокаде побережья отсоединившихся штатов. 27 апреля блокада была распространена на Вирджинию и Северную Каролину, только что покинувшие Союз. Незадолго перед расширением блокады местное ополчение захватило окрестности Норфолка, поставив под угрозу военно-морскую верфь в Портсмуте (англ. Gosport Navy Yard). Начальник верфи капитан Мак-Каули, лояльный федеральному правительству, тем не менее бездействовал, вняв советам подчинённых ему офицеров, многие из которых симпатизировали отделению от Союза. Вопреки имевшимся у него приказам морского министра, предписывавшим перевести корабли в северные порты, Мак-Каули бездействовал вплоть до 20 апреля, после чего отдал приказ затопить корабли и уничтожить оборудование верфи. Девять кораблей были сожжены, в их числе и винтовой фрегат «Мерримак». Один корабль — старый фрегат «Камберленд» — успешно увели на буксире. «Мерримак» выгорел только до ватерлинии, а его паровая машина осталась более-менее исправной. Уничтожение верфи оказалось неэффективным. В частности, имевшийся на верфи крупный сухой док пострадал мало и мог быть восстановлен в короткий срок. Без единого выстрела Конфедерация завладела крупнейшей из её верфей, а также корпусом и машиной одного из самых известных американских кораблей того времени. Трофеями конфедератов стали более тысячи тяжёлых орудий, лафеты к ним и большой запас пороха.
После захвата Норфолка и Портсмута Конфедерация взяла под контроль южную часть Хэмптон-Роудс, северную часть контролировали силы Союза. Для защиты верфи и побережья конфедераты развернули несколько береговых батарей: на Сьюэллс-Пойнт, на острове Крэйни и у слияния Элизабет-ривер с Джеймс-ривер (см. карту). Войска Союза контролировали батареи форта Монро и Олд-Пойнт-Комфорт на Виргинском полуострове. Позднее ими был занят рукотворный остров Рип-Рапс, на котором был возведён форт Вул.
Форты северян Монро и Вул надёжно заперли вход в Хэмптон-Роудс. Блокада, начавшаяся 30 апреля, практически полностью отрезала от моря Ричмонд и Норфолк. Для усиления блокады северяне вывели на рейд сильные парусные корабли, расположив их под прикрытием своих батарей и вне досягаемости пушек южан. В течение первого года блокады Конфедерация не прилагала особых усилия для её прорыва или снятия.

## Появление броненосцев
Появление паровых машин, пригодных для установки на суда, возродило интерес кораблестроителей к бронированным кораблям. Опыты по бронированию кораблей начались во время недавней Крымской войны и к началу Гражданской войны флоты Великобритании и Франции уже имели броненосцы и планировали строить новые. В 1860 году во Франции был построен первый мореходный броненосец — «Глуар», годом позже Королевский флот Великобритании получил свой первый броненосец — «Уорриор». Корабельная броня была технической новинкой, вызывавшей споры, а ВМС США в целом неохотно принимали новизну.

### «Вирджиния»

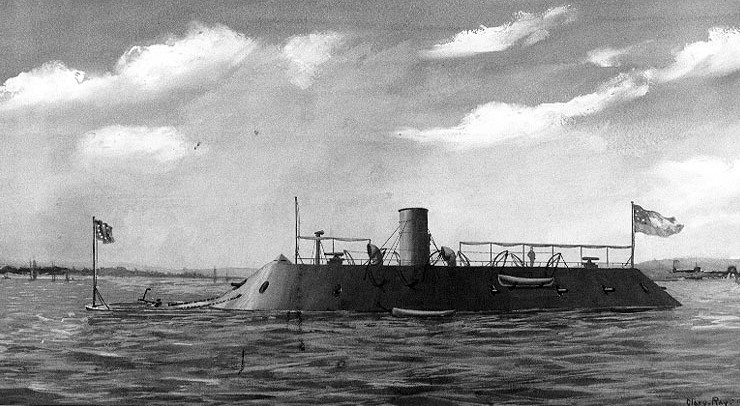
«Вирджиния», рисунок 1898 года

Морской министр Конфедерации Стивен Мэллори был в числе первых сторонников бронирования кораблей. Мэллори понимал, что Юг не может превзойти по количеству кораблей промышленно развитый Север, и потому южанам следует добиваться преимущества за счет технического превосходства своих кораблей. Тогда такое превосходство могла обеспечить броня. Для претворения этой идеи в жизнь Мэллори собрал вокруг себя группу талантливых единомышленников — артиллериста-изобретателя Джона Брука, судостроителя Джона Портера и Уильяма Уильямсона.
Люди Мэллори обследовали весь Юг в поисках завода, способного строить паровые двигатели для бронированных кораблей, однако не нашли ни одного, который бы мог сделать это в ближайшее время. Лучшему из заводов — «Tredegar Iron Works» в Ричмонде — на постройку двигателя «с нуля» требовалось не менее года. Оценив ситуацию, Уильямсон предложил использовать паровую машину «Мерримака», недавно поднятого южанами из воды Элизабет-ривер. Коллеги поддержали идею Уильямсона и даже развили её, предложив использовать для постройки броненосца в том числе и корпус «Мерримака». Джон Портер внёс соответствующие изменения в проект, после чего направил его на подпись морскому министру Мэллори. 11 июля 1861 года проект был одобрен и практически сразу был отдан в работу. Обгоревший корпус «Мерримака» завели в сухой док, который северяне не смогли уничтожить при отступлении с верфи. В ходе работ в проект были внесены изменения, потребные для оборудования броненосца железным тараном. Помимо тарана корабль вооружили десятью пушками: шестью 9-дюймовыми (230 мм) дульнозарядными пушками Дальгрена, двумя 6,4-дюймовыми (160 мм) и двумя 7-дюймовыми (180 мм) нарезными системы Брука. Испытания пушек показали, что они способны пробить сплошным ядром броню толщиной до 8 дюймов (203 миллиметра). Завод «Tredegar Iron Works» мог изготавливать как ядра, так и бомбы, однако «Мерримак» снабдили только бомбами, поскольку предполагалось, что броненосец встретится в бою с деревянными кораблями. Будь на броненосце ядра — исход боя с «Монитором» мог бы оказаться иным. Бронирование броненосца южан должно было состоять из слоя железа толщиной 1 дюйм (25,4 мм), однако в ходе строительства броню увеличили до двух слоёв по 2 дюйма (51 мм) каждый, уложенных на деревянную подкладку толщиной 24 дюйма (610 мм). В броневом каземате были проделаны 14 орудийных портов: четыре в бортах и по три в носу и корме. Изменения, вносившиеся в проект во время постройки, а также слабая транспортная система Юга, задержали спуск броненосца на воду до 3 февраля 1862 года. 17 февраля корабль был зачислен в состав флота Конфедерации и наречён «Вирджиния» (англ. CSS Virginia).

### «Монитор»

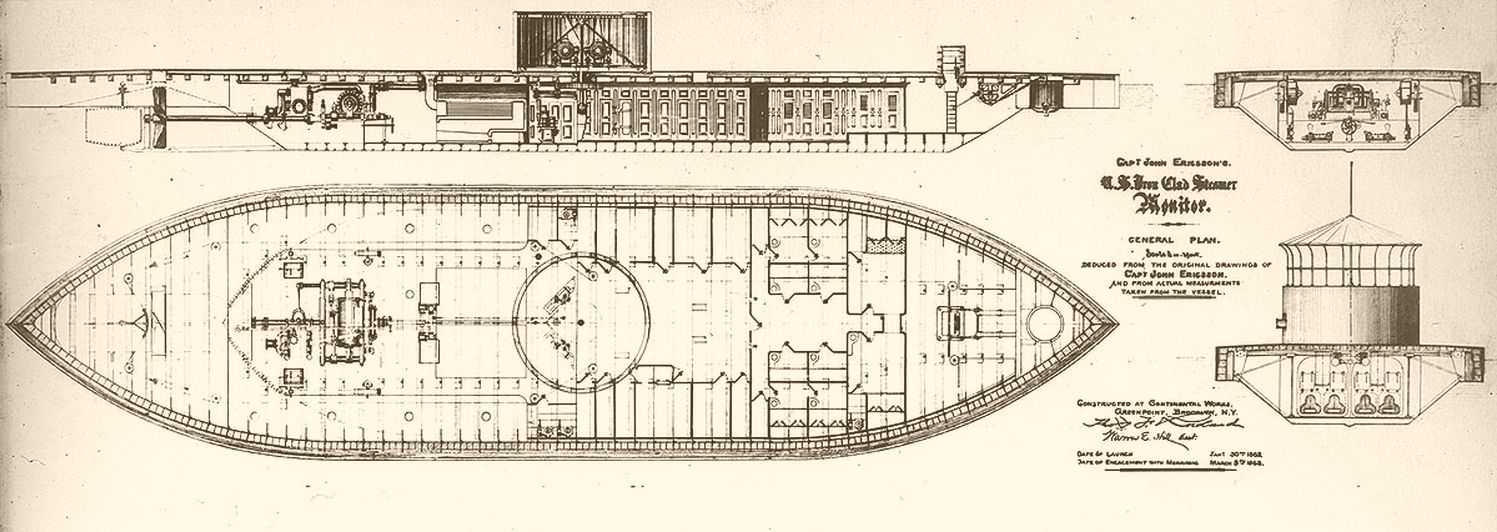
Устройство «Монитора»

Известие о строительстве южанами броненосца вызвало на Севере серьёзное беспокойство, однако морской министр Гидеон Уэллс предпочёл решать вопрос о строительстве броненосных кораблей, заручившись прежде поддержкой Конгресса. 3 августа 1861 года Конгресс одобрил начинание и вскоре Уэллс организовал особую комиссию в составе трёх морских офицеров, в задачу которой входило выбрать лучший проект корабля. В состав комиссии вошли капитаны Джозеф Смит и Хайрем Полдинг, а также коммандор Чарльз Генри Дэвис. На рассмотрение комиссии были представлены семнадцать проектов, из которых были отобраны три. Броненосец шведа Джона Эрикссона мог быть построен первым, несмотря на то, что проект корабля был самым новаторским из представленных на рассмотрение.
«Монитор» Эрикссона, строившийся на верфи изобретателя в Гринпорте (Бруклин), представлял собой корабль весьма необычной конструкции. Вместо привычного для тех лет корабля, вооружённого множеством пушек, размещённых вдоль бортов, «Монитор» нёс две крупнокалиберных пушки во вращающейся бронированной башне, установленной на низко сидящий в воде бронированный корпус. Паровая машина, механизмы и жилые помещения находились ниже ватерлинии. Изобретатель хотел установить на броненосец два орудия калибром 15 дюймов (380 мм), однако за неимением таковых «Монитор» вооружили двумя 11-дюймовыми (280-мм) пушками системы Дальгрена. Орудия установили в поворачивающейся башне диаметром 20 футов (6,1 м) и высотой 9 футов (2,7 м), защищённой слоем железной брони толщиной 8 дюймов (203 мм). Башня была установлена на центральном штыре, вокруг которого она могла поворачиваться с помощью вспомогательного парового двигателя, управляемого одним человеком. Эрикссон, опасавшийся взрыва внутри башни при стрельбе полными зарядами чёрного пороха весом в 30 фунтов, пожелал снизить вес зарядов до 15 фунтов. Как и в случае с «Вирджинией», это решение оказалось ошибкой: полный заряд позволял пробивать броню, что могло бы дать решающее преимущество в бою. Серьёзным недостатком конструкции было размещение ходовой рубки прямо на палубе перед орудийной башней. Такое размещение рубки мешало стрельбе «в нос», кроме того, командир корабля, находившийся в рубке, был изолирован от других членов команды и не мог эффективно руководить боем. Несмотря на то, что «Монитор» заложили позже «Вирджинии», он был построен на пару дней раньше броненосца южан, тем не менее «Вирджиния» всё же вошла в строй первой.

## Битва

### Командующие
Структура командования южан была необычной. Лейтенант Кейтсби ап Роджер Джонс, руководивший большей частью работ по перестройке «Мерримака» в «Вирджинию», не был назначен командиром броненосца, чем был неприятно удивлён. Вместо командирской должности он был назначен старшим офицером «Вирджинии». Должность командира согласно действовавшей в то время системе старшинства должен был занять морской офицер в звании капитана. Морской министр Конфедерации Мэллори предпочёл бы видеть командиром «Вирджинии» воинственного Фрэнклина Бьюкенена, однако в списках флота были два капитана, чьё старшинство давало им больше прав занять эту должность. Мэллори обошёл проблему, назначив Фрэнклина начальником обороны Норфолка и Джеймс-ривер — в этом качестве тот мог контролировать любые перемещения броненосца. Таким образом, строго говоря, «Вирджиния» пошла в бой без командира корабля.
Северо-Атлантической блокирующей эскадрой северян командовал Луис Голдсборо. По плану командующего фрегаты северян должны были заманить броненосец южан под перекрёстный огонь, однако на деле план провалился: четыре корабля сели на мель. В день боя Голдсборо с частью кораблей отсутствовал на рейде — его корабли ушли для оказания поддержки экспедиции Бёрнсайда в Северной Каролине. В отсутствие Голдсборо оставшимися силами командовал капитан Джон Марстон с фрегата «Роанок». Фрегат Марстона был в числе кораблей, севших на мель, что помешало Марстону управлять боем. Большинство исторических трудов склонны уделять наибольшее внимание командиру «Монитора» Джону Уордену.

### 8 марта. «Вирджиния» атакует корабли северян
Битва началась ранним утром 8 марта 1862 года, когда большая и неуклюжая «Вирджиния» вышла на Хэмптонский рейд. Командир броненосца южан Фрэнклин Бьюкенен желал атаковать врага как можно скорее. Вместе с «Вирджинией» вышли паровой буксир «Роли» и канонерская лодка «Бофорт», на Хэмптонском рейде к отряду присоединились три корабля Эскадры Джеймс-ривер: канонерки «Патрик Джеймс», «Джеймстаун» и «Тизер». При прохождении мимо батарей Ньюпорт-Ньюс канонерка «Патрик Генри» была временно выведена из строя ядром северян, повредившим котёл и убившим четырёх моряков. Однако вскоре южанам удалось устранить повреждения и канонерка догнала отряд.
В это же время на рейде находились пять боевых кораблей северян и вспомогательные суда. Шлюп «Камберленд» и фрегат «Конгресс» стояли на якорях близ Ньюпорт-Ньюс. Парусный фрегат «Сент-Лоренс» и паровые фрегаты «Роанок» и «Миннесота» стояли у форта Монро. Вместе с ними находился транспорт снабжения «Брендивайн». Три последних фрегата снялись с якорей сразу же, как заметили приближающуюся «Вирджинию», однако вскоре сели на мель. «Роанок» и «Сент-Лоренс» участия в дальнейших событиях не принимали.
«Вирджиния» устремилась к эскадре северян. Битву начал выстрел вооружённого буксира северян «Зуав», в ответ на который открыла огонь канонерка южан «Бофорт». Эта перестрелка окончилась безрезультатно. «Вирджиния» не стреляла до тех пор, пока не приблизилась к «Камберленду» на короткую дистанцию. Ответные залпы «Камберленда» и «Конгресса» отскакивали от брони «Вирджинии», не пробивая её, хотя позднее выстрелы «Камберленда» всё же нанесли броненосцу южан небольшие повреждения.

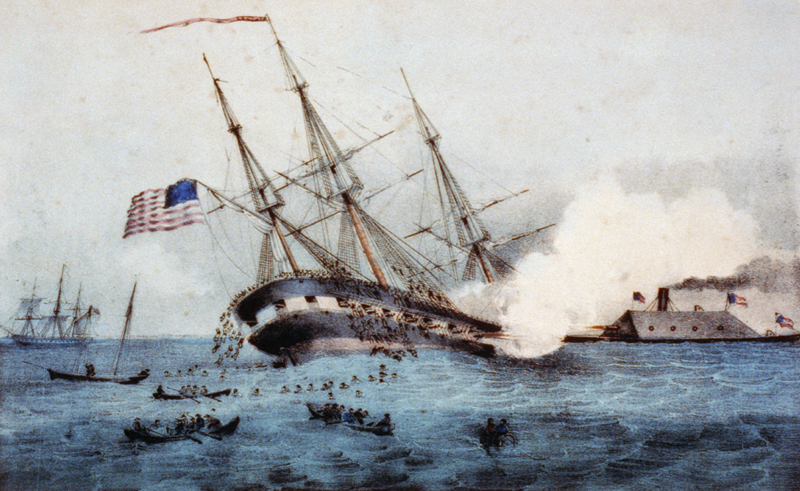
Потопление «Камберленда» «Вирджинией»

«Вирджиния» протаранила «Камберленд», быстро отправив его на дно. Командир броненосца Бьюкенен вспоминал, что фрегат храбро сражался пока его пушки ещё были над водой. С фрегатом погиб 121 человек, вместе с ранеными потери составили 150 человек. Столкновение чуть было не потопило и саму «Вирджинию», поскольку её таран застрял в корпусе «Камберленда» и последний, утопая, начал увлекать броненосец за собой. В какой-то момент один из якорей фрегата навис над палубой «Вирджинии». Сорвись он — оба корабля могли бы затонуть. Тем не менее, «Вирджиния» всё же смогла освободиться, обломив застрявший таран.
После потопления «Камберленда» Бьюкенен взялся за «Конгресс». Командир «Конгресса» лейтенант Джозеф Смит, видя, что случилось с «Камберлендом», приказал выбросить корабль на мель. К тому времени к месту боя прибыла Эскадра Джеймс-ривер, которой командовал Джон Такер. Прибывшие корабли присоединились к обстрелу «Конгресса». После часового неравного боя тяжело повреждённый «Конгресс» сдался. Во время эвакуации выживших моряков «Конгресса» батареи северян открыли огонь по «Вирджинии». В ответ на это Бьюкенен приказал расстрелять «Конгресс» раскалёнными ядрами. Сдавшийся корабль охватило пламя, не утихавшее весь день. Около полуночи огонь добрался до крюйт-камеры, после чего «Конгресс» взорвался и затонул с дифферентом на корму. Потери команды составили 110 человек убитыми, пропавшими без вести и утонувшими. В их числе был и командир фрегата. Ещё 26 человек были ранены, 10 из них умерли в течение нескольких дней.
Ущерб, причинённый «Вирджинией» эскадре северян, значительно превосходил тот, что понесла она сама. Стрельбой «Камберленда», «Конгресса» и береговых батарей была изрешечена дымовая труба, что снизило и без того невысокую скорость броненосца; снаряды северян отбили несколько броневых плит, уничтожили две пушки, убили двух моряков, некоторых — ранили. Командир «Вирджинии» Бьюкенен был ранен ружейной пулей в левое бедро.
Тем временем Эскадра Джеймс-ривер переключилась на фрегат «Миннесота», покинувший стоянку у форта Монро, присоединившийся к сражению и вставший на мелководье. «Вирджиния» несмотря на полученные повреждения присоединилась к Эскадре Джеймс-ривер сразу, как только разобралась со сдачей «Конгресса». Большая осадка броненосца и начавшийся отлив помешали «Вирджинии» занять удобную позицию для стрельбы, в то же время сгущавшиеся сумерки помешали остальным кораблям южан вести прицельную стрельбу по «Миннесоте». Атака была отменена. Командир «Вирджинии» рассчитывал вернуться на следующий день и закончить начатое. «Вирджиния» вернулась в воды, контролируемые южанами, убив 230 моряков-северян ценой жизни двух моряков-южан. Два корабля северян были уничтожены, один выбросился на мель. Однако осада Норфолка снята не была.
Поражение ВМС США, равного которому не было вплоть до Второй мировой войны, привело к панике в Вашингтоне. На экстренном совещании Кабинета министров военный министр Эдвин Стэнтон заявил собравшимся, что броненосец южан может атаковать города на Восточном побережье, а то и бомбардировать Белый дом ещё до закрытия совещания. Уэллс успокоил министров, заверив их в том, что броненосец не сможет войти в Потомак. Кроме того, Уэллс добавил, что у Союза тоже есть броненосец и что он уже вышел на встречу с «Вирджинией».

### 9 марта. Бой броненосцев

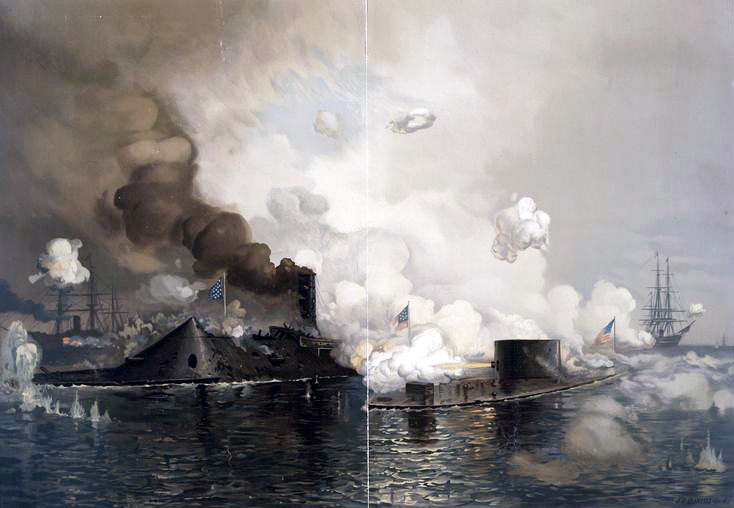
«Монитор» против «Вирджинии»

9 марта «Вирджиния» вернулась на место боя, намереваясь довершить уничтожение эскадры федералов. Фрегат «Миннесота» беспомощно стоял на мели и представлялся лёгкой жертвой; однако, когда «Вирджиния» приблизилась, её уже ждал достойный противник. Завидев корабль южан, «Монитор» поднял пары и двинулся навстречу.
Завидев противника, которого южане окрестили «сырной головой на плоту» (англ. Cheesebox on the raft), капитан Бьюкенен опознал его как наиболее опасного противника и изготовился к бою с «Монитором». В 8:30 «Вирджиния» открыла огонь, выстрелив из носового 178-мм нарезного орудия; однако, «Монитор» был очень маленькой целью, много меньшей, чем любой высокобортный корабль, и артиллеристы южан промахнулись. «Монитор» не отвечал, пока не подошёл почти вплотную, после чего выстрелил в упор из 279-мм гладкоствольных орудий. Снаряды отскочили от брони «Вирджинии»; как оказалось, орудиям по ошибке был придан угол возвышения, и снаряды ударили в покатые бока броненосца конфедератов под слишком острым углом.
В ответ «Вирджиния» открыла огонь из бортовых орудий, стреляя в «Монитор» с небольшой дистанции. Её снаряды с грохотом ударяли в башню «Монитора», однако не наносили никакого вреда; ни башня, ни её обслуга не пострадали, тем самым подтвердив правильность расчётов Эрикссона. Между кораблями произошла очень интенсивная перестрелка, в ходе которой, однако, ни один из сражающихся не получил никакого значимого ущерба. Основной причиной была слабость артиллерии обеих сторон. «Вирджиния» не предполагала встречи с федеральными броненосцами и вообще не имела на борту бронебойных боеприпасов; кроме того, дальнейший ход войны показал, что используемые на ней пушки были слишком слабы, чтобы пробивать броню. Артиллеристы «Монитора», в свою очередь, имели инструкцию заряжать свои орудия не более чем половинными зарядами, так как адмиралтейство было не уверено в их надежности; дальнейший опыт показал, что орудия Дальгрена вполне могли быть заряжены безопасно полным зарядом. В результате, выстрелы обоих кораблей даже почти в упор не наносили существенного вреда.
Видя бесполезность своего огня, командир «Монитора» лейтенант Уорден решил попытаться таранить своего противника; «Монитор» устремился на корму «Вирджинии», рассчитывая ударом смять её руль и винт, но промахнулся менее чем на метр и только скользнул по борту конфедеративного корабля. В момент столкновения, артиллеристы «Монитора» выстрелили в упор, дав орудиям угол снижения, и на этот раз добились некоторого успеха — снаряды пробили железную броню «Вирджинии» и засели в деревянной подкладке. Прислуга южан на корме была сбита с ног, несколько человек контужено. Полностью проявились преимущества маленького маневренного «Монитора» с его свободно наводящимися орудиями над медлительной, неповоротливой «Вирджинией», орудия которой наводились через узкие орудийные порты.
Считая, что с «Монитором» ему не справиться, капитан Бьюкенен решил игнорировать федеральный броненосец и напасть на деревянный фрегат «Миннесота», по-прежнему стоявший на мели. Однако, попытавшись двинуться к фрегату, неповоротливая «Вирджиния», в свою очередь, сама выскочила на мель и на некоторое время оказалась в совершенно беспомощном положении. «Монитор», с его маленькой осадкой и высокой маневренностью, свободно кружил вокруг беспомощного противника, обстреливая его с небольшой дистанции и готовясь таранить.
С трудом снявшись с мели, Бьюкенен, понимая слабость своей артиллерии, решил попробовать таранить противника. Хотя маневренность «Вирджинии» была очень плохой, ему каким-то образом удалось выйти на нужный курс, и еле двигающаяся «Вирджиния» ткнулась носом в своего противника, подмяв его низкий борт под своим носом. Корабли сцепились; Бьюкенен даже вызвал абордажную команду на палубу, но в этот момент «Монитор» выскользнул из-под противника, дав выстрел в упор и едва не проломив каземат «Вирджинии».
В этот момент в башне «Монитора» закончились боеприпасы, и федеральный броненосец временно отступил, чтобы перегрузить их из погребов. Южане решили, что выиграли дуэль, и были неприятно поражены, когда через некоторое время «Монитор» вновь направился к ним. Перестрелка возобновилась, и на этот раз южанам впервые улыбнулась удача — один из их снарядов ударил в выступающую над палубой боевую рубку «Монитора». Лейтенант Уорден, в этот момент выглядывавший в смотровую щель, был тяжело ранен; опасаясь, что «Монитор» будет в возникшем замешательстве выведен из строя, он приказал отступить.
Южане также не проявили никакого интереса к продолжению боя. На это у них были веские причины: «Вирджиния» находилась в плохом состоянии; боеприпасы на ней подходили к концу, корпус её расшатался от попаданий снарядов и ударов и сильно протекал, изношенная машина работала всё хуже. Вдобавок, начался отлив, и глубоко сидящий броненосец южан мог в любой момент оказаться на мели. Не решаясь рисковать единственным крупным кораблем южан, Бьюкенен приказал отступить. Моряки обеих сторон падали с ног от усталости, проведя несколько часов боя в гулких железных кораблях, сотрясающихся каждые несколько минут от артиллерийских попаданий. У обeих сторон были ошибки, южане могли сосредоточить огонь орудий на штурманской рубке «Монитора» и разрушить её, хотя попасть по небольшой цели из узких орудийных портов «Вирджинии» в условиях качки было непросто. «Монитору» же следовало попытаться дважды попасть в одно и то же место «Вирджинии» на короткой дистанции (дважды он практически пробил броню, но в разных местах), а также использовать полные заряды к орудиям.

### Исход сражения
Исход сражения на Хэмптонском Рейде был неопределенным, что позволило обеим сторонам объявить о своей победе. С одной стороны, южанам удалось нанести противнику значительные потери: два крупных деревянных корабля федералистов (правда, устаревших) были уничтожены и сотни моряков северного флота были убиты или ранены, и это было тактической победой флота южан. С другой стороны, основной своей цели — снятия блокады — южанам добиться не удалось, и в стратегическом плане положение для них не изменилось.
Основной причиной подобного результата была общая неготовность обоих броненосцев для боя друг с другом. Орудия «Вирджинии» не были снаряжены литыми бронебойными снарядами; кроме того, её артиллерия вообще оказалась не способна пробивать броню. Таран же — основное оружие «Вирджинии» — было очень трудно применять из-за её очень слабой маневренности и малого хода. В свою очередь, «Монитор» заряжал свои орудия только половинными зарядами и не использовал литые железные снаряды. Стреляй «Монитор» полными зарядами, он, вероятно, смог бы пробить каземат «Вирджинии» и вывести её из строя.
Неопределённый результат сражения во многом был связан и с нежеланием обеих сторон рисковать своими единственными броненосцами. Если бы «Монитор» был потерян, южане смогли бы уничтожить или прогнать всю северную эскадру и снять морскую блокаду Норфолка. В свою очередь, если бы была потеряна «Вирджиния», южане лишились бы единственного своего крупного боевого корабля, необходимого для защиты устья реки Джеймс, и Ричмонд оказался бы под угрозой вторжения с моря. Обе стороны сочли более важным поддержание статус-кво, чем достижение решительной победы с большим риском.
С технической стороны, сражение продемонстрировало преимущества вращающихся башен как способа расположения артиллерии и невозможность победить броненосец просто забрасывая его снарядами обычного калибра; для уничтожения броненосных кораблей было необходимо использовать очень тяжёлые пушки, способные пробивать броню. Значительный интерес привлекло также использование тарана для уничтожения кораблей противника.

## Последствия
Так как уже начиналась подготовка к кампании на Виргинском полуострове, то появление броненосца Конфедерации поставило под удар все планы федерального командования. Присутствие «Вирджинии» у берега Виргинского полуострова не позволило генералу Маклеллану использовать реку Джеймс для наступления на Ричмонд, а поскольку федеральный флот был занят блокированием «Вирджинии», то он не смог участвовать в бомбардировке укреплений Йорктауна и форта Глостер. Это привело к тому, что федеральная армия остановилась под Йорктауном почти на месяц. Однако и «Вирджиния» не смогла ни снять осаду Норфолка, ни прорвать блокаду и уйти самой. Не рискнувший выйти на повторный бой с «Монитором» броненосец южан был бесславно взорван ими при отступлении.
Битва привлекла пристальное внимание всего мира и дала толчок строительству башенных кораблей во многих странах. Название «Монитора» стало нарицательным: появился новый класс боевых кораблей — мониторы. Окончательно определилось бессилие деревянных кораблей против броненосцев, и темпы строительства последних в ведущих морских державах увеличились многократно. Была также продемонстрирована слабая приспособленность обычной корабельной артиллерии того времени к пробиванию брони; это привело к быстрому росту мощности корабельной артиллерии, а также к разработке иных способов уничтожения кораблей — таранов, торпед и мин.

## В кино
- «Броненосные сердца» (Hearts in Bondage)- режиссёр Лью Айрес, США, 1936 г.
- «Броненосцы» (Ironclads) — режиссёр Делберт Манн, США, 1991 г.

## Комментарии
1. ↑  Трудности Юга были усугублены тем, что «Мерримак» был оснащён капризной паровой машиной, для ремонта которой его и отправили на верфь
2. ↑  Его сын, морской офицер Джозеф Смит младший, погибнет в битве на Хэмптонском рейде
3. ↑  Два других — построенный по более традиционной схеме «Нью-Айронсайдз» и экспериментальная «Галена» (Anderson 1962, p. 68)
4. ↑  «Миннесота» принадлежала к тому же типу, что и «Мерримак», корпус которого был использован для постройки «Вирджинии»
5. ↑  Он был снабжен такими снарядами, однако, из-за спешки не было уверенности, что они калиброваны правильно и не застрянут в стволе орудия.